# Gala Évora
Gala Évora (* 8. Februar 1983 in Sanlúcar de Barrameda, Andalusien) ist eine spanische Sängerin und Schauspielerin.

## Leben
Gala Évora stammt aus einer Künstlerfamilie, den Sanlúcar Évora aus Sanlúcar de Barrameda. Sie war ein Mitglied der Popgruppe Papá Levante. Ihr Debütalbum Tomalacaté war mit den Hits Me pongo colorada und Practicar sexo und über 250.000 verkauften Kopien eines der erfolgreichsten spanischen Alben des Jahres 2001. Die Gruppe wurde 2001 mit dem Premio Ondas als beste spanische Nachwuchsmusikgruppe ausgezeichnet.
Ihre erste Hauptrolle hatte Gala Évora in dem Film Lola, la película (Eröffnungsfilm des zehnten Filmfestivals Málaga), wo sie die Rolle der erwachsenen Lola Flores verkörperte.

## Diskografie (Papá Levante)
- Tomalacaté (2000)
- Sopla Levante (2003)
- Pa ti, pa mí (2005)

## Filmografie
- 1991: El día que nací yo
- 2007: Lola, la película
- 2009: Madre amadísima